# Centro Marxista Rivoluzionario Internazionale
Il Centro Marxista Rivoluzionario Internazionale (CMRI), anche conosciuto come Bureau di Londra e Internazionale 3½, era un'associazione di partiti socialisti che politicamente non si riconoscevano né nel riformismo socialista né nello stalinismo della Terza Internazionale. Il CMRI era un luogo di incontro per partiti ideologicamente iscrivibili nell'area della sinistra comunista, della destra comunista e del socialismo di sinistra.

## Storia dell'organizzazione
Il Centro fu fondato nel 1932, a seguito di un discusso incontro alla conferenza della Internazionale operaia socialista a Vienna nel 1931. Il CMRI, nel corso degli anni, ha passato diversi cambi di nome. Nato come Comitato dei Partiti Rivoluzionari indipendenti, che successivamente si modificò in Bureau Internazionale per l'Unità Socialista-Rivoluzionaria, e più tardi in Centro Internazionale Marxista-Rivoluzionario, viene spesso menzionato dalla letteratura come Gruppo di Lavoro Internazionale, ma durante tutto il suo periodo di attività il Centro era conosciuto semplicemente come Bureau di Londra e soprannominato da certi avversari politici nella sinistra "Internazionale 3½". Affiliata al Bureau di Londra era la sua organizzazione giovanile, il Bureau Internazionale delle Organizzazioni Giovanili Rivoluzionarie.
Per un periodo il CMRI è stato vicino al movimento trockista e all'Opposizione di sinistra Internazionale. Nei primi anni 1930 Lev Trockij e i suoi sostenitori credevano che l'influsso di Stalin sulla Internazionale Comunista potesse essere combattuto dall'interno, facendolo diminuire lentamente. Nel 1930 si organizzarono nella Opposizione di sinistra con l'intenzione di costituire un gruppo di dissidenti antistalinisti all'interno della Terza Internazionale. I sostenitori di Stalin, che dominavano la Terza Internazionale, non avrebbero più tollerato la dissidenza. Tutti i trockisti, insieme a tutti coloro di cui si sospettava che fossero stati influenzati dal trockismo, furono espulsi.
Trockij affermava che le politiche del Comintern del terzo periodo avevano contribuito all'ascesa al potere di Adolf Hitler in Germania e che la svolta verso la politica del Fronte Popolare, con l'intenzione di unire tutte le forze apparentemente antifasciste, seminava delle illusioni nel riformismo e nel pacifismo "lasciando la via libera alla virata fascista". Nel 1935 Trockij constatò che il Comintern era caduto irrimediabilmente nelle mani della burocrazia stalinista. Lui e i suoi sostenitori, espulsi dalla Terza Internazionale, parteciparono a una conferenza del Bureau di Londra. Tre dei partiti si unirono all'opposizione di sinistra firmando un documento scritto da Trockij in cui si lanciava un appello per la fondazione di una Quarta Internazionale, che sarà conosciuta come la "Dichiarazione dei 4". Due di questi si distanziarono presto dall'accordo, ma il Partito Socialista Rivoluzionario olandese si impegnò insieme all'opposizione di sinistra internazionale, per proclamare la Lega Comunista Internazionale.
Questa posizione fu contestata da Andrés Nin (cofondatore della Sinistra Comunista di Spagna (ICE)) e da altri membri della Lega che non supportavano l'idea di lanciare un appello per la fondazione di una nuova Internazionale. Questo gruppo preferiva l'idea di una fusione con altre formazioni d'opposizione comunista, principalmente con la Opposizione di destra Internazionale (OCI), collegata alla Opposizione di destra all'interno del PCUS, un'intesa che alla fine portò alla formazione del Bureau Internazionale per l'Unità Socialista-Rivoluzionaria. Trockij considerava queste organizzazioni centriste. Nonostante l'opinione contraria di Trockij il Blocco Operaio e Contadino (BOC), vicino alla Opposizione di Destra di Bucharin e Lovestone, e la Sinistra Comunista di Spagna (ICE) si fusero, formando il POUM. Trockij dichiarò che questa fusione fosse una resa al centrismo. Il Partito Socialista Operaio di Germania, una scissione da sinistra del Partito Socialdemocratico di Germania fondato nel 1931, collaborò brevemente con la Opposizione di sinistra Internazionale nel 1933, ma presto abbandonò il richiamo alla fondazione della nuova Internazionale.
La Segreteria del CMRI rimase al Partito Laburista Indipendente (ILP) britannico durante il periodo tra il 1932 e il 1939. Fenner Brockway, leader dell'ILP, ne fu il presidente durante quegli anni, mentre nel 1939 Julian Gorkin del POUM assunse la segreteria. In quell'epoca, il Bureau aveva partiti membri in più di 20 Paesi del mondo, tra cui i Paesi Bassi, l'Austria, la Cecoslovacchia, gli Stati Uniti e il Mandato britannico della Palestina.

## Partiti membri
- Austria () - Fronte Rosso (1935, si unì ai Socialisti Rivoluzionari d'Austria)
- Bulgaria () - Partito Socialista Unito (Bulgaria) (dal 1932 al 1936, il contatto si perse)
- Francia () - Gruppi di Amici dell'Unità Operaia (dal 1935 al 1936)
- Francia () - Partito di Unità Proletaria (Francia) (PUP) (dal 1933)
- Francia () - Partito Socialista Operaio e Contadino (PSOP) (dal 1935 come Sinistra rivoluzionaria una frazione della SFIO)
- Germania () - Partito Socialista dei Lavoratori della Germania (SAPD) (dal 1932 al 1938)
- Germania () - Partito Comunista di Germania (Opposizione) (KP(O) (dal 1939, osservatore non affiliato)
- Germania () - Alleanza Lenin (Leninbund) (dal 1933 al 1935)
- Germania () - Marxisti-Internazionalisti (dal 1939)
- Germania () - Nuova Via (frazione d'opposizione interna al SAPD) (dal 1938)
- Germania () - Scintilla (Germania) (1938)
- Gran Bretagna () - Partito Laburista Indipendente (ILP) (dal 1932)
- Gran Bretagna () - Partito Socialista Rivoluzionario (UK) (RSP) (dal 1936 al 1938)
- Grecia () - Partito Comunista Archeomarxista di Grecia (ΚΑΚΕ) (dal 1938)
- Italia () - Partito Socialista Italiano massimalista (PSIm) (dal 1933)
- Paesi Bassi () - Partito Socialista Indipendente (Paesi Bassi) (OSP) (dal 1932 al 1935, co-fondò il RSAP)
- Paesi Bassi () - Lega dei Socialisti Rivoluzionari (BRS) (dal 1936 al 1938)
- Paesi Bassi () - Partito Socialista Rivoluzionario (Paesi Bassi) (RSP) (dal 1933 al 1935, co-fondò il RSAP)
- Paesi Bassi () - Partito Socialista Operaio Rivoluzionario (Paesi Bassi) (RSAP) (1935)
- Norvegia () - Partito Laburista (Norvegia) (DNA) (dal 1932 al 1935)
- Norvegia () - Mot Dag (dal 1933 al 1936)
- Palestina () - Sinistra Operaia Sionista (Poalei Zion Smol) (dal 1937)
- Palestina () - Giovane Guardia (Palestina) (Hashomer Hatzair) (dal 1936)
- Polonia () - Unione Generale dei Lavoratori Ebrei (Bund) (dal 1932)
- Polonia () - Partito Socialista Laburista Indipendente (NSPP) (dal 1932 al 1936)
- Romania () - Partito Socialista Indipendente (Romania) (PSI) (nel 1933, fondò il PSU)
- Romania () - Partito Socialista Unificato (Romania) (PSU) (dal 1933 al 1936)
- Spagna () - Partito Operaio di Unificazione Marxista (POUM) (dal 1933))
- Svezia () - Partito Socialista (Svezia, 1929) (SSP) (dal 1933 al 1938)
- Stati uniti d'America () - Lega Laburista Indipendente d'America (Lovestoneites, ILLA) (from 1939)
- Stati uniti d'America ()- Lega per un Partito Operaio Rivoluzionario (Fieldites)
- URSS () - Partito Socialista Rivoluzionario di Sinistra (dal 1933 al 1938)
- Internazionale - Opposizione di destra